# Berberis lecomtei
Berberis lecomtei är en berberisväxtart som beskrevs av Camillo Karl Schneider. Berberis lecomtei ingår i släktet berberisar, och familjen berberisväxter. Inga underarter finns listade i Catalogue of Life.